# Société belge des peintres de la mer
La Société belge des peintres de la mer est une association d'artistes belges qui regroupe des artistes ayant une préférence pour les œuvres maritimes, sans pour autant être exclusivement des peintres de marines. Elle existe de 1930 à 1989 et s'intègre dans la vie artistique belge en organisant trente-trois salons annuels.

## Historique
L'association est créée en 1930 par les peintres de marines Maurice Pauwaert et Louis Royon à l'instigation de Henry De Vos, à l'époque directeur-général de l'administration de la marine marchande. Le but premier de l'association est de pouvoir exposer à l'Exposition internationale de 1930 à Anvers,. 
La Société belge des peintres de la mer, qui comprend au maximum vingt-cinq membres, subsiste durant 39 ans. Elle organise, après un salon préparatoire en 1932, généralement en février ou en mars, durant trois semaines, trente-trois salons annuels destinés à promouvoir la vie maritime et à diffuser les œuvres des artistes contemporains en rapport avec les thèmes du monde de la mer,.
Les salons connaissent un succès croissant dès le début des années 1930. Le premier salon officiel de 1933 comporte un ensemble de peintures du britannique Arthur Briscoe et un choix d'œuvres d'inspiration maritime de Maurice Wagemans, de même que quelques modèles réduits de navires. L'année suivante, les peintres Léon Spanoghe, Léon Frédéric,  Alphonse Vermeylen, ou encore Kurt Peiser et quelques sculpteurs sont présents. En 1935, une rétrospective du peintre Albert Crahay est proposée au public, tandis qu'en 1937, c'est le peintre Paul Clays, mariniste belge du XIXe siècle qui se voit honoré.
L'organisation des salons s'améliore et accueille un ensemble homogène de toiles signées par les marinistes les plus renommés, souvent belges, mais aussi étrangers comme le britannique Frank Brangwyn. Une salle est, en 1939, réservée aux eaux-fortes. Entre 1941 et 1944, la Société des peintres de la mer est contrainte de suspendre ses activités en raison de la Seconde Guerre mondiale.
Les expositions de la Société à Bruxelles ont principalement lieu au Palais des beaux-arts (de 1932 à 1967), et également au château du Karreveld à Molenbeek-Saint-Jean (1968 et 1969). Elle organise aussi ponctuellement des expositions satellites en Belgique dans d'autres villes que la capitale : Anvers (1930), Congrès de la mer à Ostende (1936), Exposition internationale de la technique de l'eau de 1939 à Liège, Quinzaine de la navigation à  Namur (1963), et également en Norvège. 

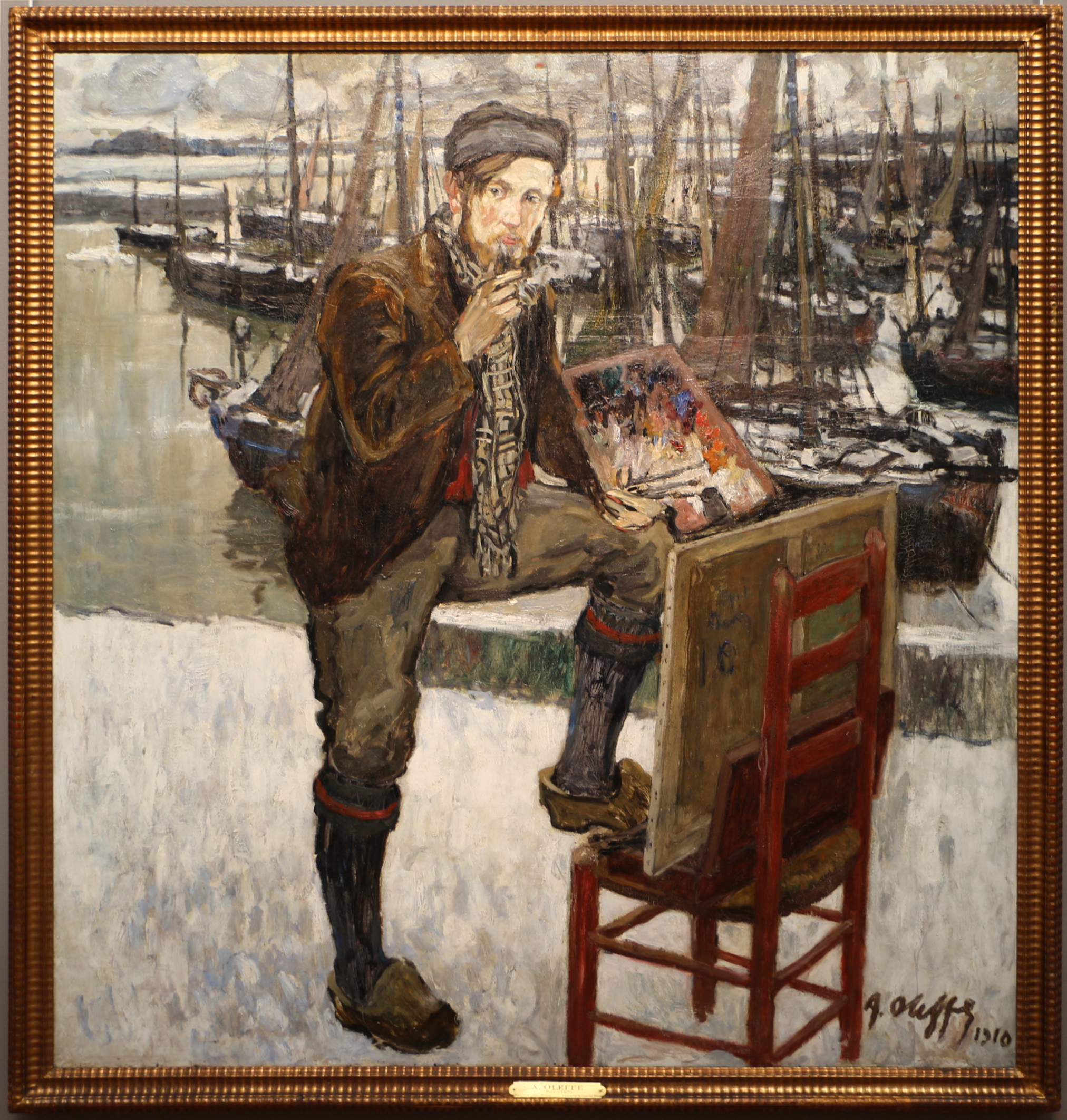
Portrait du peintre Jehan Frison (1910) par Auguste Oleffe, exposé au salon de la Société belge des peintres de la mer en 1949.

Traditionnellement, la première salle de l'exposition présente une rétrospective d'un artiste défunt ou vivant. En 1940, c'est le peintre Jean Brusselmans qui est mis à l'honneur. En 1947, le peintre et résistant Rudolf Schönberg est honoré, à titre posthume par l'exposition de bon nombre de ses aquarelles. L'œuvre d'Auguste Oleffe est mise à l'honneur en 1949, celle de Marc Severin en 1952, celle de Léon Spilliaert, l'année suivante. Le gouvernement belge acquiert parfois des œuvres afin de les confier aux musées nationaux. Lors des salons de 1951 et de 1957, la reine Élisabeth assiste au vernissage. En février 1966, ce sont le prince et la princesse de Liège qui visitent l'exposition.
Lors du 33e salon de 1969, un hommage est rendu à Henry De Vos, fondateur de la société. Près d'une centaine de peintures, sculptures et céramiques sont exposées. Elles sont le fruit du travail des membres de la société et d'artistes invités. À la mort de Henry De Vos survenue en 1974, le groupe se dissocie, mais leurs activités avaient effectivement cessé dès 1969.
Les derniers membres organisent une ultime exposition à l'hôtel communal de Schaerbeek en 1989.

## Membres de la société
- Armand Apol
- Door Boerewaard
- Robert Buyle
- Ghislaine Cambron
- Gustave Camus
- Julien Creytens
- José Crunelle
- René Depauw
- Frans Depooter
- Léon Devos
- Georges Frédéric
- Willy Gilbert
- Jean Govaerts
- Désiré Haine
- Jean-Joseph Hoslet
- Georgina Iserbyt
- Robert Liard
- Henri Logelain
- André Lynen (secrétaire)
- Claude Lyr
- Jacques Maes
- Mark Macken
- Maurice Mareels
- Antoon Marstboom
- Albert Mascaux
- John Michaux
- Geo Mommaerts
- Willem Paerels
- Maurice Pauwaert
- Alphonse Proost
- Jean Ransy
- Louis Royon
- Albert Saverys
- Rudolf Schönberg
- Mark Séverin
- Maurice Seghers
- Roger Somville
- Walter Stevens
- Rodolphe Strebelle
- Jean Timmermans
- Ernest Vanhoorde
- Désiré Van Raemdonck
- Carlo Van Heer
- Oscar Verpoorten
- Antoine Vriens
- Taf Wallet.

## Peintres de Marine Belges, une nouvelle société
À l’initiative de Georges Remi (d), une nouvelle association, Les Peintres de Marine Belges (d), est fondée en décembre 1991.